# ISO 37120
ISO 37120 Desarrollo sostenible de las comunidades - Indicadores de servicios urbanos y calidad de vida define y establece metodologías para un conjunto de indicadores para orientar y medir el desempeño de los servicios de la ciudad y la calidad de vida.
Esta norma fue desarrollada por el comité técnico ISO/TC 268.

## Historia
El estándar fue desarrollado por ISO/TC 268, que comenzó a funcionar en el año 2012. La primera edición de ISO 37120 se publicó en mayo de 2014. Actualmente, el World Council on City Data, con sede en Toronto, está trabajando a nivel mundial para certificar ciudades bajo ISO 37120 . 

## Principales requisitos de la norma
La ISO 37120:2018 ha adoptado la siguiente estructura:
- 1 Alcance
- 2 Referencias normativas
- 3 Términos y definiciones
- 4 Indicadores de ciudad
- 5 Economía
- 6 Educación
- 7 Energía
- 8 Medio ambiente y Cambio climático
- 9 Finanzas
- 10 Gobernanza
- 11 Salud
- 12 Vivienda
- 13 Población y Condiciones sociales
- 14 Diversión
- 15 Seguridad
- 16 Residuos sólidos
- 17 Deporte y Cultura
- 18 Telecomunicación
- 19 Transporte
- 20 Agricultura urbana y Seguridad alimentaria
- 21 Planeamiento urbanístico
- 22 Aguas residuales
- 23 Agua
- 24 Mantenimiento de informes y registros

## Edición
| Año  | Descripción                 |
| ---- | --------------------------- |
| 2014 | ISO 37120 (Primera edición) |
| 2018 | ISO 37120 (Segunda Edición) |

## Relaciones con otras ISO
La ISO 37120 tiene relaciones con la siguiente lista de normas o estándares bajo la categoría de Ciudades y comunidades sostenibles:
| ISO               | Descripción |
| ----------------- | --- |
| ISO 37100:2016    | Vocabulario |
| ISO 37101:2016    | Desarrollo sostenible en comunidades - Sistema de gestión para el desarrollo sostenible - Requisitos con orientación para su uso                                             |
| ISO 37104:2019    | Transformar nuestras ciudades: guía para la implementación local práctica de ISO 37101                                                                                       |
| ISO 37105:2019    | Marco descriptivo para ciudades y comunidades |
| ISO 37106:2018    | Orientación sobre el establecimiento de modelos operativos de ciudades inteligentes para comunidades sostenibles                                                             |
| ISO/TS 37107:2019 | Modelo de madurez para comunidades inteligentes y sostenibles |
| ISO/CD 37108      | Distritos comerciales: guía para la implementación local práctica de ISO 37101                                                                                               |
| ISO/CD 37109      | Desarrollo sostenible y comunidades - Orientación práctica para desarrolladores de proyectos - Cumplimiento de los principios del marco ISO 37101                            |
| ISO/DIS 37110     | Ciudades y comunidades sostenibles - Directrices de gestión de datos abiertos para ciudades y comunidades inteligentes - Parte 1: Descripción general y principios generales |
| ISO/AWI TR 37112  | Estudios de casos de buenas prácticas sobre cómo los modelos operativos de ciudades inteligentes respaldan una respuesta de emergencia de salud pública eficaz               |
| ISO/TR 37121:2017 | Inventario de directrices y enfoques existentes sobre desarrollo sostenible y resiliencia en las ciudades                                                                    |
| ISO 37122:2019    | Indicadores para ciudades inteligentes |
| ISO 37123:2019    | Indicadores de ciudades resilientes |
| ISO/AWI 37124     | Orientación sobre el uso de la serie de normas ISO 37120 para ciudades: ISO 37120, ISO 37122 e ISO 37123                                                                     |

## Software
Actualmente existe la aplicación Civikmind, la cual es una solución de Software libre y de código abierto. Ésta permite la gestión de peticiones bajo las categorías de la norma ISO 37120:2018 en un contexto de Ciudad inteligente. Esta aplicación no es oficial de la Organización Internacional de Normalización y requiere de un conocimiento Interdisciplinariedad para ser usada.

## Objetivos de Desarrollo Sostenible
Éste estándar contribuye a los siguientes Objetivos de Desarrollo Sostenible:
- Objetivo 3 - Salud y Bienestar: Garantizar una vida sana y promover el bienestar para todos en todas las edades
- Objetivo 4 - Educación de Calidad: Garantizar una educación inclusiva, equitativa y de calidad y promover oportunidades de aprendizaje durante toda la vida para todos
- Objetivo 5 - Igualdad de Género: Lograr la igualdad entre los géneros y empoderar a todas las mujeres y las niñas
- Objetivo 6 - Agua Limpia y Saneamiento: Garantizar la disponibilidad de agua y su gestión sostenible y el saneamiento para todos
- Objetivo 8 - Trabajo Decente y Crecimiento Económico : Promover el crecimiento económico inclusivo y sostenible, el empleo y el trabajo decente para todos
- Objetivo 10 - Reducción de Desigualdades: Reducir la desigualdad en y entre los países
- Objetivo 11 - Ciudades y Comunidades Sostenibles: Lograr que las ciudades sean más inclusivas, seguras, resilientes y sostenibles
- Objetivo 13 - Acción por el Clima: Adoptar medidas urgentes para combatir el cambio climático y sus efectos
- Objetivo 17 - Alianzas para lograr los objetivos: Revitalizar la Alianza Mundial para el Desarrollo Sostenible